# John Heaton
John Heaton, conegut com a Jack Heaton, (New Haven, Estats Units 1908 - París, França 1976) fou un esportista nord-americà especialitzat en esports d'hivern.

## Biografia
Va néixer el 9 de setembre de 1908 a la ciutat de New Haven, població situada a l'estat nord-americà de Connecticut. Fill de John Edward Heaton i Florence Caroline Trowbridge, fou germà de Jennison Heaton també esportista i medallista olímpic.
Morí el 10 de setembre de 1976 a la ciutat de París.

## Carrera esportiva
Als Jocs Olímpics d'Hivern de 1928 realitzats a Sankt Moritz (Suïssa), i amb 19 anys, participà en la prova de skeleton, finalitzant en segona posició. Posteriorment de viatjar arreu del món amb els seus companys Billy Fiske i Francis Rhodes a finals de la dècada del 1920 i principis de la dècada del 1930.
En els Jocs Olímpics d'Hivern de 1932 realitzats a Lake Placid (Estats Units) participà en la prova de bobsleigh a dos, aconseguint guanyar la medalla de bronze amb Robert Minton.
A la dècada del 1940 retornà a la competició, participant en els Jocs Olímpics d'Hivern de 1948 realitzats a Sankt Moritz i aconseguint la medalla de plata novament en la prova de skeleton, aconseguint guanyar una nova medalla olímpica al cap de vint anys d'aconseguir la primera.